# Richeling
Richeling – miejscowość i gmina we Francji, w regionie Grand Est, w departamencie Mozela.
Według danych na rok 1990 gminę zamieszkiwało 317 osób, a gęstość zaludnienia wynosiła 75 osób/km² (wśród 2335 gmin Lotaryngii Richeling plasuje się na 733. miejscu pod względem liczby ludności, natomiast pod względem powierzchni na miejscu 1078.).